# Тахтамышево
Тахтамышево (тат. Кызылкаш) — село в Томском районе Томской области. Входит в Заречное сельское поселение.

## География
Село расположено на левом берегу реки Томи, выше города Томска, на автодороге M53 (ответвление Юрга — Томск).

## Население
| 2002 | 2008 | 2009 | 2010 | 2011 | 2012 | 2013 |
| ---- | ---- | ---- | ---- | ---- | ---- | ---- |
| 626  | ↗701 | ↘676 | ↗704 | ↘697 | ↗703 | ↗715 |
| 2014 | 2015 | 2021 |      |      |      |      |
| ↗716 | ↗729 | ↗765 |      |      |      |      |

Национальный состав
Большинство населения — татары.

## Инфраструктура
В 1885 году купец Максимов построил в селе кошмовальный завод, ныне это Томская фабрика валяной обуви.
В селе действуют школа и детский сад.
В 2007 году было начато строительство зоны отдыха, создано искусственное озеро размерами 250 на 40 метров, глубиной 5 метров.
В ноябре 2012 года открылась соборная мечеть.
Улицы
Улицы: Заречная, Зелёная, Лесная, Новая, Октябрьская, Сибирская, Советская, Трактовая, Фабричная.
Переулок: Тихий.

## Обычаи и праздники
Традиционно в селе широко отмечается Сабантуй.